# Psilaspilates saturata
Psilaspilates saturata är en fjärilsart som beskrevs av Otto Staudinger 1899. Psilaspilates saturata ingår i släktet Psilaspilates och familjen mätare. Inga underarter finns listade.